# Sulzbach (Wüstung)
Sulzbach (ⓘ) ist eine Wüstung in der Gemarkung des Iphöfer Ortsteils Dornheim im unterfränkischen Landkreis Kitzingen. Das Dorf wurde im 15. Jahrhundert aus unbekannten Gründen aufgegeben.

## Geografische Lage
Die Wüstungsstelle liegt etwa anderthalb Kilometer südöstlich von Dornheim auf etwa 322 m ü. NHN. Dort befanden sich ursprünglich drei Fischweiher am Bibart-Zufluss Gießgraben, von denen sich lediglich einer erhalten hat. Etwa siebenhundert Meter bachaufwärts, im Südwesten, liegt das Naturdenkmal Schenkensee am Rande des Limpurger Forstes und etwa fünfhundert Meter bachabwärts, im Nordosten, der Fischhof. Kein Flurname erinnert an die ehemalige Siedlung.

## Geschichte
Der Name der Wüstung verweist auf die natürlichen Begebenheiten in der Umgebung der Siedlung. Das Präfix Sulz- geht auf das gleichlautende mittelhochdeutsche Wort zurück, das versumpft bedeutet. Die Siedlung lag also am versumpften Bach. Den Namen erhielt sie vom Gießgraben, der zeitweise wohl auch Sulzbach genannt wurde. Erstmals erwähnt wurde der Weiler im Jahr 1349. Damals nahm Ludwig von Hohenlohe einige versetzte Güter „ze Sultzebach“ vom Verkauf seiner Festung Kropfsberg aus.
Im Jahr 1414 teilten die Schenken von Limpurg und die Grafen zu Castell die Hohenloher Besitzungen untereinander auf. Unter anderem erhielten beide Geschlechter Teile von „Sulczpach“ der „weilerstat“. Wenige Jahre später, 1423, war der Ort allerdings bereits verlassen. Unter Eid bestätigte Asmus Wihelmsdorffer dem Grafen Leonhard zu Castell, dass die „weilerstat die izunt wüst liget“ Sulzbach genannt wurde. Zu diesem Zeitpunkt berichtete man auch erstmals von drei Seen auf dem Gebiet der Wüstung.